# Dème d'Amorgós
Pour l’article homonyme, voir Amorgós.
Le dème d'Amorgós est un dème de Grèce dans le district régional de Naxos dans la périphérie d'Égée-Méridionale. Il regroupe l’île d’Amorgós et divers îlots inhabités dont Pláka, Nikouria, Gramponisi, Psalida, Felouka, Ano Antikeri, Kato Antikeri, Ánydros etc.
Il a été créé en 1997 dans le cadre du programme Kapodistrias, par la fusion de six communautés, devenues des « communautés locales ». Il n'a pas été concerné par la réforme de 2011. Un dème homonyme avait fonctionné de 1835 à 1912.

## Subdivisions

### Communauté locale d'Aigiali
Elle comprend les localités de Langada (officiellement rebaptisée Aigiali entre 1912 et 1991, puis entre 2001 et 2017), Ormos Aigialis, Potamos et Ayios Pavlos, ainsi que deux îlots.

### Communauté locale d’Amorgós
Elle comprend les localités d'Amorgós (aussi appelée Chóra) et Kastelopétra, ainsi que quatre îlots.

### Communauté locale d’Arkesini
Elle comprend les localités d'Arkesini (appelée Kato Méria avant 1915), Kalotaritissa, Kalofana, Mavri Myti et Rachoula, ainsi que six îlots dont Ánydros.

### Communauté locale de Vroutsi
Elle comprend les localités de Vroutsi et Kamari.

### Communauté locale de Tholaria
Elle comprend les localités de Tholaria et Paralia Tholarion.

### Communauté locale de Katapola
Elle comprend les localités de Katapola, Lefkes, Ta Nera, Xylokeratidi, Péra Rachidi, Rachidi et Christoulaki, ainsi que deux îlots (Ano et Kato Antikeri).